# Jan Cybis

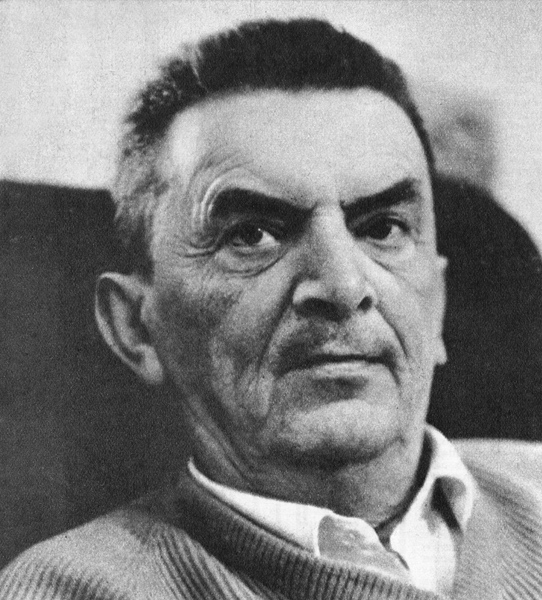
Jan Cybis etwa 1965

Jan Cybis (* 16. Februar 1897 in Fröbel, Landkreis Neustadt O/S; † 13. Dezember 1972 in Warschau) war ein polnischer Maler und Hochschullehrer. Er war einer der Gründungsmitglieder der Gruppe der polnischen Kapisten, den polnischen Koloristen, und mit der Malerin und Hochschullehrerin Hanna Rudzka-Cybisowa verheiratet.

## Leben
Nach dem Ersten Weltkrieg begann Cybis mit einem Jura-Studium, das er 1919 aufgab, um sich an der Kunstakademie in Breslau einzuschreiben. Dort wurde Otto Mueller, ein ehemaliges Mitglied der Expressionisten-Gruppe „Brücke“ sein Tutor bis 1921. In den Jahren von 1921 bis 1924 studierte er an der Kunstakademie in Krakau bei Józef Mehoffer, Ignacy Pieńkowski und Józef Pankiewicz. Er schloss sich der Gruppe der „Krakauer Futuristen“ an. 1923 war er Gründungsmitglied beim Pariser Komitee, einer Vereinigung von Studenten Pankiewicz'. Im folgenden Jahr reiste er mit seinen Kollegen und Gruppenmitgliedern Seweryn Boraczok, Józef Czapski, Józef Jarema, Artur Nacht-Samborski, Tadeusz Piotr Potworowski, Hanna Rudzka, Zygmunt Waliszewski, Janina Przecławska-Strzałecka, Janusz Strzałecki und Marian Szczyrbuła nach Paris, um seine Studien an der dortigen Dependance der Krakauer Akademie fortzusetzen. Cybis stellte 1930 seine Werke auf der ersten Ausstellung der Kapisten in der Galeria Zak in Paris aus. Eine weitere Ausstellung von Bildern der Kapisten fand 1931 in der Galerie Moss in Genf statt. 1931 kehrte Cybis nach Polen zurück.
Seine erste Einzelausstellung hatte Cybis im Jahr 1932 bei der Gesellschaft der Freunde der Kunst in Krakau. Seine Arbeiten wurden auf der Ausstellung des Kunstpropaganda-Instituts in Warschau gezeigt. Er vertrat Polen auf der Biennale von Venedig 1934 und wurde in einer Ausstellung vom Carnegie-Institut in Pittsburgh 1938 gezeigt. Im Jahr 1937 wurde er Chefredakteur der Zeitschrift „Głos Plastyków“, dem Organ der Kapisten. 1948 wurde er zum Professor an Kunstakademie in Warschau ernannt. Später musste er aus politischen Gründen seine Tätigkeit an der Hochschule aufgeben und wurde Kurator im Nationalmuseum Warschau. Von 1955 bis 1957 lehrte er an der Staatlichen Hochschule für Kunst in Sopot (polnisch: „Państwowej Wyższej Szkole Sztuk Plastycznych w Sopocie“), danach durfte er seine Lehrtätigkeit in Warschau wieder aufnehmen.
1956 erhielt er eine Einzelausstellung in der Warschauer Zachęta-Galerie und im Jahr 1965 im Warschauer Nationalmuseum. Seine Werke wurden auch nach dem Zweiten Weltkrieg oft im Ausland gezeigt, so auf der Venediger Biennale 1948, auf der 5. Internationalen Kunst-Biennale in São Paulo, 1959 im Kunstmuseum in Alexandria, im Kunstmuseum in Brüssel und der Königlichen Kunstakademie in Stockholm, 1961 im Nationalmuseum für Moderne Kunst in Paris und in der Nationalgalerie in Oslo, 1962 im Folkwang-Museum in Essen, 1967 im Museum der Künste in Nancy, 1969 in der Schottischen Nationalgalerie der Gegenwartskunst in Edinburgh sowie in Chicago, in Washington, D.C. und in New York.
Eine Retrospektive von Cybis Werk wurde im Winter 1997/98 in der Zachęta-Galerie in Warschau gegeben. Die größte Sammlung seiner Bilder befindet sich im Besitz des Museums des Oppelner Schlesiens (polnisch: „Muzeum Śląska Opolskiego“) in Oppeln. Hier werden in einer Dauerausstellung ein Teil der vorhandenen 86 Ölbilder und etwa 900 Skizzen, Zeichnungen, Gouachen und Aquarelle gezeigt.

## Werk
„Das Kunstwerk besteht an und für sich. Beim Malen der Natur ist es unser Wunsch, ein Bild zu schaffen, das unserer Erfahrung als Maler der Elemente einer natürlichen Szene entspricht. Daher ist das Gemälde nicht ein Dokument der Ähnlichkeit, sondern ein Spiel der künstlerischen Beziehungen und Handlungen, die uns die Natur zu begreifen ermöglicht. Alle Beziehungen in der Natur müssen in Voraussetzungen für das Bildnis (das Flugzeug) übersetzt werden und erwerben dort eine eigenständige Bedeutung. Auf der Leinwand existiert eine Farbe nur durch den Kontrast mit anderen Farben. Konzepte für Farben stammen aus dem erwarteten Spiel miteinander, da Farben, die versuchen, die Natur zu simulieren nicht in der Dimension eines Bildes passen ....“

Cybis vermerkte von 1954 bis 1966 seine Ansichten zu Kunst und Kultur sowie zu Talent und Fähigkeiten eines Künstlers in Notizbüchern, die im Jahr 1980 gebunden als Notizen zur Malerei („Notatki malarskie“) in Warschau herausgegeben wurden. Ein wichtiger Beitrag zur Kunstgeschichte stellte seine Übersetzung von Eugène Fromentins Werk „Les Maîtres d'autrefois“ (deutsch: „Die Alten Meister“) da. Im Jahr 1955 wurde ihm der Staatspreis 1. Klasse (polnisch: „Nagrodę Państwową“) für seine Leistungen als Maler verliehen. Im selben Jahr erhielt er auch eine Medaille zum 10-jährigen Bestehen der Republik Polen (polnisch: „Medal X-lecia Polski Ludowej“).
In den Arbeiten Cybis' während seiner Studienzeit in Krakau sind teilweise kubistische Einflüsse erkennbar. Inspiration fand er auch in der polnischen Gebirgsfolklore („Kompozycja“ 1923, „Madonna“ 1923). Später wurde seine Kunst wesentlich vom französischen Post-Impressionismus beeinflusst, besonders Paul Cézanne und Pierre Bonnard beeindruckten ihn („Ciotat“ 1925, „Pejzaż z Collioure“ 1926). Nach seiner Rückkehr nach Polen verschwanden – anlehnend an die Kapisten – zunehmend die dunklen Töne aus seinen Bildern („Martwa natura z Gołąbkiem“ 1931, „Kwiaty i Motyle“ 1939). Stillleben, Landschaften und Akte waren Hauptmotive („Martwa natura z butelka w plecionce“ 1948, „Akt“ 1947, „Poranek w Starym Sączu“ 1971/72).
Der nach Cybis benannte Jan-Cybis-Preis (polnisch: „Nagroda im. Jana Cybisa“) des Warschauer Bezirks des Verbands der Polnischen Bildenden Künstler (ZPAP) wird seit 1973 jährlich an je einen polnischen Maler vergeben. Damit wurden Cybis' Verdienste um den Verband während des Zweiten Weltkrieges gewürdigt.